# کاینتون
کاینتون (انگلیسی: Kyneton) شهری است در منطقه مقدونیه استرالیا. آزادراه آن عبارت است از آزادراه رودخانه‌ای که از شمال و شرق عبور می‌کند. این شهر بعد از دهکده انگلیسی کاینتون نامگذاری شده‌است. کاینتون دارای سه خیابان اصلی است: خیابان مالی‌سون، خیابان وال استریت و خیابان اصلی، خیابان پیپر یکی از قدیمی‌ترین نماهای خیابان‌ها را دارد، و هنوز بسیاری از ساختمان‌های اصلی خود را حفظ کردهاست. ایستگاه راه‌آهن کاینتون، از ملبورن بندینگو یک پایانه برای دو قطار دارد. این شهر مقر شورای شایردر منطقه مقدونیه است. در سرشماری سال ۲۰۱۶ میلادی، کاینتون ۶۹۵۱ نفر جمعیت داشته‌است.